# Allan Joseph Champneys Cunningham
Allan Joseph Champneys Cunningham (Delhi, 1842 - Londen, 1928) was een Britse wiskundige.
Na een opleiding in Londen begon hij aan een militaire loopbaan bij de East India Company's Bengal (later Royal) Engineers. Gedurende 1871-1881 was hij instructeur in de wiskunde aan het Thomason Civil Engineering College, Roorkee. Na zijn terugkeer in Engeland in 1881 doceerde hij wiskunde in een aantal militaire instellingen in Chatham, Dublin en Shorncliffe. Hij verliet het leger in 1891.
De rest van zijn werkzame leven besteedde hij aan getaltheorie. Hij paste zijn kennis toe bij de factorisering van getallen van de vorm {\displaystyle a^{n}\pm b^{n}}, zoals de Mersennegetallen van de vorm {\displaystyle 2^{p-1}-1} en de Fermatgetallen {\displaystyle 2^{2^{n}}+1}, en vond vele nieuwe delers. Zijn werk leeft onder meer voort in het Cunninghamproject.